# Вербейник монетный
Вербе́йник моне́тный, или вербе́йник моне́тчатый, также луговой чай (лат. Lysimachia nummularia) — многолетнее травянистое растение с ползучими побегами; вид рода Вербейник (Lysimachia). Ранее род Вербейник входил в семейство Мирсиновые (Myrsinaceae), однако в Системе классификации APG III (2009) это семейство было упразднено, теперь этот род относится к семейству Первоцветные (Primulaceae). Особенностью размножения растения является то, что оно происходит в основном вегетативно, семенная же продуктивность крайне низка.
Этот вид вербейника распространён в Евразии, как заносное растение — также в Северной Америке. Культивируется как почвопокровное или декоративное. Раньше вербейник монетный использовали как травяной чай, в народной медицине, а также для производства краски.

## Название
Видовой эпитет в научном названии растения (лат. nummulária [нуммулярия]) образован от слова nummulus [нуммулюс] («монета») и связан с почти круглой формой листьев.
На Руси растение было известно под названием «луговой чай», что было связано с его использованием в качестве травяного чая; иногда это название встречается и в научной литературе.

## Ботаническое описание
|  |

Вербейник монетный — многолетнее травянистое голое растение, все части которого — и вегетативные, и генеративные — усажены желёзками.
Стебель ползучий, облиственный, местами укореняющийся в узлах; его длина у взрослого растения составляет от 20 до 60 см. Листья супротивные, длиной от 9 до 25 мм и шириной от 5 до 20 мм, на коротких черешках (длиной от 2 до 5 мм). Листовые пластинки яйцевидно-округлые или почти круглые (монетовидные), изредка слегка сердцевидные; могут быть как тупыми, так и заострёнными; цельнокрайные, с мелкими редкими тёмными желёзками, светло-зелёные, шелковистые на ощупь. Побеги и листья зимующие.
Цветки обоеполые, одиночные, выходят из пазух средних листьев, с пятираздельной чашечкой, на относительно длинных цветоножках — по длине примерно равным длине листьев. Чашелистики остроконечные, яйцевидно-сердцевидные (яйцевидно-треугольные), шириной при основании от 4 до 8 мм и длиной от 6 до 10 мм, с чёрными точками и штрихами. Венчик вдвое длиннее чашечки, жёлтый, пятираздельный, диаметром от 18 до 30 мм, с короткой трубкой и железистыми лепестками, сложенными в почкосложении. Лепестки яйцевидные, к обоим концам суженные, с мелкими чёрными точками и штрихами. Как на внешней, так и на внутренней стороне венчика, в том числе и по его краю, в большом количестве присутствуют мелкие прозрачные желёзки на коротких ножках. Тычинок пять, они железистые, в два с половиной раза короче венчика; в своей нижней части, у основания лепестков, тычинки расширенные и сросшиеся между собой, находятся в трубке венчика и прикреплены к ней; поверхность тычинок усажена мелкими желёзками. Пестик один. Завязь верхняя, округлая или яйцевидная, столбик нитевидный, рыльце железистое, головчатое, тупое. Опыление происходит с помощью насекомых. Время цветения — с мая по август.
Плод — шаровидная коробочка, открывающаяся пятью створками. Семена мелкие. Время созревания плодов — август—сентябрь.
Размножение в основном происходит вегетативно, с помощью длинных укореняющихся побегов. Семенная продуктивность растений крайне низка, на этот факт ещё в 1876 году указывал Чарлз Дарвин. Одной из причин этого, по всей видимости, являются мейотические сбои, в результате которых доля образующихся нежизнеспособных пыльцевых зёрен оказывается весьма велика. Ещё одной причиной семенной стерильности, наблюдаемой у вербейника монетного, является, по-видимому, сочетание во многих регионах его обитания таких двух одновременно действующих факторов, как преимущественно вегетативное размножение, в результате которого заросли растения обычно представляют собой клон, то есть совокупность растений, произошедших от одного предка, — и самонесовместимость, то есть невосприятие гинецеем пыльцы от растений, относящихся к тому же клону. Полной семенной стерильности у растений не наблюдается, при этом в процентном отношении наибольшая семенная активность наблюдается в Юго-восточной Европе. Есть предположение, что этот регион послужил для вербейника монетного рефугиумом во времена последнего ледникового периода. Когда льды стали отступать и растение стало распространяться на север, произошло вырождение его системы полового размножения — возможно, в продвижении растения на север принимали в первую очередь участие особи с генотипами, определяющими преимущественно вегетативное размножение, в результате количество образующихся семян сильно уменьшилось из-за самонесовместимости; другим фактором, вызвавшим серьёзное уменьшение числа образующихся семян, могло быть отсутствие или недостаточное количество на новых территориях необходимых для полового процесса опылителей — ос из рода Macropis.
Число хромосом: 2n = 32.

## Распространение и экология
|  |

В Евразии растение распространено от Атлантики на западе до Малой Азии и Кавказа на востоке — и от Средиземноморья на юге примерно до 62° северной широты в Швеции и Финляндии. Как заносное растение встречается в Северной Америке и Японии.
Растение обычно растёт в тенистых лесах, на пойменных и других сыроватых лугах, по берегам озёр и прудов; в степях встречается в тех местах, где понижается рельеф.

## Химический состав
В растении найдены различные биологически активные вещества: флавоноиды гиперин (в корнях) и рутин (в стебле, листьях и цветках), азотсодержащие вещества ацетилхолин (в стеблях, листьях и цветках) и холин (в стеблях и листьях), органические кислоты — кофейная и хлорогеновая (в стебле, листьях и цветках). Кроме того, в листьях растения найдены дубильные вещества и витамин C.

## Значение и применение

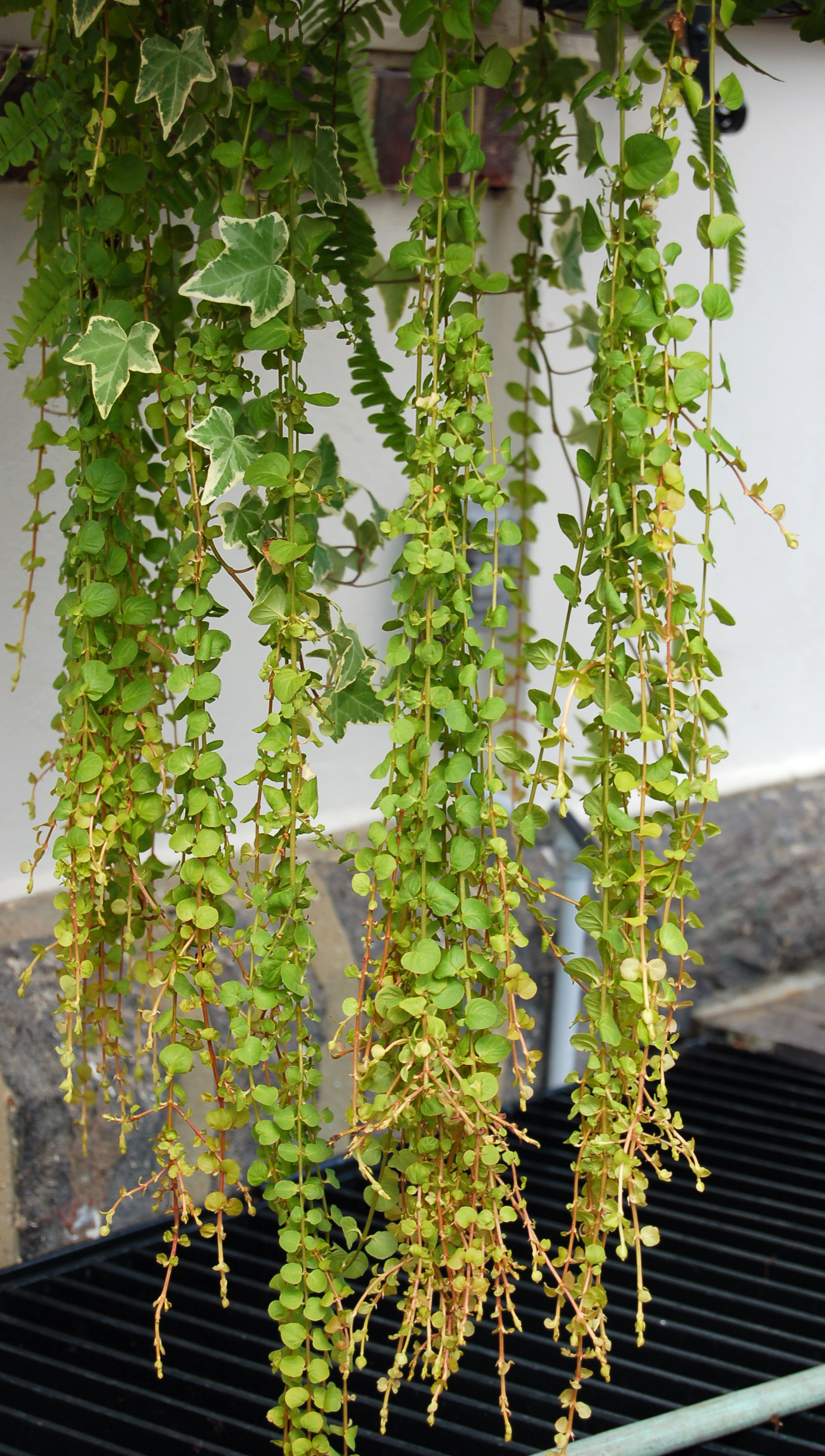
Вербейник монетный, выращиваемый как ампельное растение (сорт)

Вербейник монетный иногда культивируют в качестве почвопокровного растения в садах на сырых участках, в том числе для озеленения берегов водоёмов. Иногда его выращивают и как декоративное растение (в том числе как ампельное) — при этом, по причине компактности, растение пригодно и для выращивания на балконах.
Раньше цветки и листья заваривали, используя их в качестве травяного чая. Кроме того, раньше из листьев растения получали краску для окрашивания ткани в жёлтый цвет.
В народной медицине растение применялось при цинге и диарее, а также как наружное средство для лечения ран и опухолей.
Для домашнего скота вербейник монетный съедобен, однако его значение в качестве кормового растения несущественно.

## Классификация
Первое действительное описание Lysimachia nummularia было опубликовано в первом томе работы Species plantarum (1753) выдающегося шведского естествоиспытателя Карла Линнея. Вид описан из Европы (in Europa juxtra agros et scrobes — «в Европе около посевов и в местах понижения рельефа»). Ранее этот вид был описан им в Hortus Cliffortianus (1737) и Flora suecica (1745) как Lysimachia foliis subcordatis, floribus solitariis, caule repente — «вербейник с почти сердцевидными листьями, одиночными цветками, ползучим стеблем». Линней в Species plantarum также сделал отсылку к сочинениям Каспара Баугина Pinax theatri botanici (1623) и Рудольфа Камерариуса De Sexu Plantarum epistola (1694), в которых растение именовалось Nummularia major lutea («Нуммулярия большая жёлтая») и Anagallis mas («Очный цвет мужской») соответственно.
Тип в Лондоне.
Вербейник монетный — один примерно из двухсот видов рода Вербейник (Lysimachia) подсемейства Мирсиновые (Myrsinoideae) семейства Первоцветные (Primulaceae) порядка Верескоцветные (Ericales). Ранее этот род включался в семейство Мирсиновые (Myrsinaceae), однако в Системе классификации APG III (2009) это семейство было упразднено.
Согласно внутриродовой классификации, приведённой в издании «Флора СССР» (1952), Lysimachia nummularia, как и другие виды с пазушными цветками на длинных цветоножках и сросшимися между собой в нижней части тычинками, относится к секции Nummularia (Hill) Klatt (1866) и является типовым видом этой секции. Это единственный вид этой секции, встречающийся на территории бывшего СССР.

### Таксономия
Lysimachia nummularia L., 1753, Sp. Pl. : 148
Вид Вербейник монетный относится к роду Вербейник (Lysimachia) семейства Первоцветные (Primulaceae) порядка Верескоцветные (Ericales) последовательно входящего в клады Астериды → Суперастериды → Эвдикоты → Цветковые растения. Таксономическая схема в соответствии с Системой APG IV по состоянию на декабрь 2023 года:
|  |                          |  |                                   |                                   |                        |  | еще 21 семейство | еще 21 семейство |                        |  |  |  | еще 255 подтвержденных видов и 66 видов в статусе "неподтвержденных" |
|  |                          |  |                                   |                                   |                        |  | еще 21 семейство | еще 21 семейство |                        |  |  |  | еще 255 подтвержденных видов и 66 видов в статусе "неподтвержденных" |
|  |                          |  |                                   | порядок Верескоцветные            |                        |  |                  |                  | род Вербейник          |  |  |  |                                                                      |
|  |                          |  |                                   | порядок Верескоцветные            |                        |  |                  |                  | род Вербейник          |  |  |  |                                                                      |
|  | клада Цветковые растения |  |                                   |                                   | семейство Первоцветные |  |                  |                  | вид Вербейник монетный |  |  |  |                                                                      |
|  | клада Цветковые растения |  |                                   |                                   | семейство Первоцветные |  |                  |                  |                        |  |  |  |                                                                      |
|  |                          |  | ещё 63 порядка цветковых растений | ещё 63 порядка цветковых растений |                        |  |                  | еще 57 родов     | еще 57 родов           |  |  |  |                                                                      |
|  |                          |  |                                   | ещё 63 порядка цветковых растений |                        |  |                  |                  | еще 57 родов           |  |  |  |                                                                      |

### Синонимы
- Ephemerum nummularia Schur
- Lysimachia nummularia f. longipes (Davidov) Nikolic
- Lysimachia rotundifolia F.W.Schmidt
- Lysimachia suaveolens Schoenh. ex Garcke
- Lysimachusa nummularia Pohl
- Nummularia centimorbia Fourr.
- Nummularia prostrata Opiz